# EF English Live
EF English Live (EFイングリッシュライブ) はAppleとのコラボレーションから始まりEF Education Firstを母体にもつオンライン英会話スクール。120カ国に1,500万人　の会員を有し1,200社以上のグローバル企業に語学研修プログラムとして利用されている。
グループレッスンとプライベートレッスンを組み合わせた珍しいカリキュラムを提供しており、講師は全員ネイティブとされている

## 歴史
EF English Liveは1996年に現在のCEOを務めているアメリカ、ニューヨーク出身のビル・フィッシャー (Bill Fisher) によって設立された。 ブラウン大学のコンピュータサイエンスの学士号を取得した後、 ストックホルム経済大学院に進学した彼は、自分のスウェーデン語学習のために、コンピュータベースの学習プログラムを開発することになる。そこで、後のEF Education Firstの創立者であるバーティル・ハルト (Bertil Hult) と出会い、彼が当時のEFのマルチメディア事業部門を担当し、オンラインの英語学習サイトのイングリッシュタウンを設立した。イングリッシュタウンは、ネイティブ講師によるライブレッスンに重きをおいたサービス内容から、2016年1月にEF English Liveへと名称変更した。

## オフィス
EF English Liveは本社をスイスのルツェルンに置き、リサーチ・開発センターを中国の上海市にもつ。現在は世界50カ国に及ぶ約29,000人の教師とスタッフによって運営されている。

### 日本オフィス
2000年5月に東京都渋谷区にオフィスを設立し、EF English Live日本語サイトをオープン。

住所　〒150-0002　東京都渋谷区渋谷2-15-1　渋谷クロスタワー27F

### 海外オフィス
2010年10月現在、アメリカ合衆国 、 イギリス 、日本 、韓国 、中国 、香港 、メキシコ 、ブラジルなどにEF English Liveの独立オフィスを構えており、加えてEFネットワークを介して全世界54カ国で現地化戦略を実践している。

## 関連企業や研究機関
EF English LiveはEF Education Firstの子会社である。
EF Education Firstは1965年、スウェーデンでバーティル・ハルト (Bertil Hult) によって創立され、現在では世界最大規模の民間教育関連会社であり、語学留学をはじめ、海外留学、旅行、文化交流や、ビジネススクール（ 学士と修士 、MBA ）などの教育プログラムを推進している。EF Education Firstで働く社員は29,000人おり、オフィスは海外51カ国に設置されている。バーティル・ハルトは現在取締役会長を務めており、CEOはルーイス・ジュリアン (Louise Julian)。

## パートナーシップ
EF English Liveは2008年の北京オリンピック と2010年の第16回アジア競技大会のオフィシャル語学トレーニングパートーナー として選ばれ、語学研修サービスを提供した。また、2014年のソチオリンピック。
国際サッカー連盟ブラジルワールドカップでも同様のサポートを予定している。2018年平昌オリンピックでは公式教育サービス・スポンサー として、2020年東京オリンピックではオフィシャルパートナー （語学トレーニング） としてスポンサー契約が締結している。

## 受賞歴
EF English Liveは、これまでに下記の賞を受賞している
- 2012年第9回日本e-Learning大賞　総務大臣賞[13]
- Learning Impact Awards [14]
- Brandon Hall Excellence in Learning Technology Awards[15]
- Interactive Media Award (IMA)[16]
- Comenius-EduMedia-Award[3]
- Human Resource Executive ®’s Top Training Product of the Year Award[17]

## 主なメディア掲載
- 2013年
  - 6月29日　『WIRED (雑誌)』のWIRED.JPオンラインにEF EnglishtownのCEO ビル・フィッシャーのインタビュー「世界の『英語化』はいいこと？　EF Englishtown CEOに訊く語学教育の最前線と『言葉の未来』」が掲載[18]
  - 6月1日　『事業構想』でEnglishtownが「グローバル人材のための英会話スクール」として紹介 [19]
  - 5月21日　『読売新聞』朝刊　生活調べ隊にて紹介
  - 2月11日　『東洋経済』でEnglishtownが「ビジネスの場で即使える実践英語学習法がグローバル人材の道へ導く」として紹介 [20]
- 2012年
  - 7月10日　『TopTenReviews』でEnglishtownがグローバルのオンライン英語学習サイトとして金賞を受賞 [21]
- 2011年
  - 12月8日　『マイナビニュース』にて特集ビジネスは英語公用語化時代に突入、連載コラム掲載[22]
  - 9月2日　『TopTenReviews』でEnglishtownがグローバルのオンライン英語学習サイトとして最高なサービスと評価 [23]
  - 9月1日　『スペースアルク』の本気の人のためのスクール＆プログラムにて紹介 [24]
  - 8月4日　『毎日.JP』にEnglishtownのグループ会社EF Education Firstの社長インタビュー [25]
  - 2月24日　『FOXニュース』にCEO Bill Fisherが出演 [26]
  - 1月17日　『週刊ST』にて紹介 [27]

## 事業内容

### オンライン英会話
EF English Liveは、オンライン英会話スクールであり、英語学習の全領域（ヒアリング、リーディング、スピーキング、発音ラボ、ボキャブラリー、文法など）をカバーするオンライン自己学習教材 とネイティブ教師とのライブレッスンを含むeラーニングのサービスを提供する。 学習方法と内容は、Learn - Try - Apply - CerfityというLTAC教授法をもとに独自開発されており、学習レベルと評価システムはのイギリスのケンブリッジ大学との共同研究で開発されていることで知られている。グローバルに教師陣のネットワークを構築することにより、時差を有効に利用することができるため、ネイティブ教師とのライブレッスンは週7日24時間利用可能である。イングリッシュライブのウェブサイトは、英語 、ポルトガル語 、スペイン語 、フランス語、ドイツ語、イタリア語、日本語、韓国語、中国語、タイ語、ロシア語、トルコ語、アラビア語など合計14の言語で運営されている。

### レッスン内容
ネイティブ講師によるマンツーマンレッスンとグループレッスンを組み合わせたレッスンを提供しており、コースには下記の内容も含まれる
- 英語力判定テスト(レベル診断)
- ネイティブ講師によるオンライン英会話のライブレッスン
- 1,500時間以上のオンライン教材[29]
- TOEIC/TOEFL試験対策テスト
- コミュニティへのアクセスなど